# Sascha Möhle
Sascha Möhle (* 17. Mai 1972) ist ein ehemaliger deutscher Footballspieler.

## Leben
Der 1,83 Meter messende Verteidigungsspieler stand zunächst von 1995 bis 2000 im Aufgebot der Braunschweig Lions und gewann mit diesen 1997, 1998 und 1999 die deutsche Meisterschaft sowie 1999 den Eurobowl. Nach jahrelanger Pause kehrte er 2008 in den Kader der Braunschweiger zurück und spielte 2008 sowie 2009 erneut für die Mannschaft. 2008 errang Möhle mit Braunschweig seinen vierten deutschen Meistertitel. Im April 2006 begann er im Internet mit dem Vertrieb von Sportlernahrung, im September desselben Jahres eröffnete er in Braunschweig einen Laden für Sportlernahrung, -bekleidung und -zubehör.